# Johann Georg Knie
Johann Georg Knie (né le 13 janvier 1794 à Erfurt et mort le 24 juin 1859 à Breslau, province de Silésie) est un pédagogue prussien pour aveugles et écrivain topographique. Il est pendant de nombreuses années directeur de l'Institut pour les aveugles de Breslau.

## Biographie
Il est le fils d'un dentiste de la cour, et devient aveugle à l'âge de dix ans à la suite d'une infection par la variole. En raison de la guerre, il doit se déplacer plus souvent et le jeune Johann Knie suit des cours pour voyants dans plusieurs endroits et acquit ainsi, ainsi qu'au cours de ses nombreux voyages, des connaissances précieuses et les bases d'une plus grande indépendance.
À l'âge de 15 ans, Knie entre à l'Institut pour aveugles de Berlin, où il reste cinq ans et reçoit une formation appropriée dans les matières scientifiques et mécaniques. Parce qu'il veut soutenir ses collègues dans leur destin et qu'il est encouragé de plusieurs côtés, il décide de devenir enseignant pour aveugles. Pour se préparer à ce métier, il étudie à l'Université de Breslau avec le soutien de plusieurs hommes de bonne volonté, étudie les mathématiques, l'histoire et la géographie et pratique déjà l'enseignement. Grâce à son excellente mémoire, il apprend très facilement les langues, se souvenait avec une grande fidélité des cours académiques et acquérait un large éventail de connaissances.
Le soutien qu'il a reçu jusqu'alors lui reste lorsqu'il fonde une association pour améliorer le sort des aveugles en 1817. Le but de l'institution est d'enseigner aux guerriers devenus aveugles lors des campagnes de 1813-1815 le travail manuel puis de leur assurer un revenu. Les fonds étant abondants, l'admission est élargie aux enfants et aux personnes âgées aveugles de l'état civil.
En 1819, Knie, nommé enseignant, commence à enseigner à deux élèves à la fois des objets scolaires et divers travaux manuels.
En 1835, Knie entreprend un long voyage sans aucune compagnie. Il visite, entre autres, les villes de Dresde, Prague, Vienne - où il reste longtemps avec Johann Wilhelm Klein (de) - Linz, Munich, Augsbourg, Stuttgart, Francfort-sur-le-Main, Weimar, Iéna, Halle et Berlin et rentre chez lui sain et sauf après une absence de trois mois et demi . Il visite d'abord les institutions pour aveugles existantes partout dans le monde, mais aussi d'autres instituts humanitaires, et en 1837 il publie un article sur ce voyage.

## Publications
- Versuch über den Unterricht der Blinden, oder entwickelnde Darstellung des beim Blindenunterrichte angewandten Verfahrens, aus dem Französischen (von Guilie) übersetzt, Breslau, 1821.
- Kurze geographische Beschreibung von Preußisch-Schlesien, der Grafschaft Glaz und der Preußischen Markgrafschaft Ober-Lausitz oder der gesamten Provinz Preußisch-Schlesien: Zum Gebrauch für Schulen. Erstes Bändchen. Breslau, 1831. (Digitalisat)[5]
- Pädagogische Reise durch Deutschland im Sommer 1835, Stuttgart, 1837[6].
- Eine Selbstbiographie, Essen, 1838.
- Versuch über den leiblichen, sittlichen und geistigen Zustand der Blindgeborenen von P.A. Dufau
- Über Blinde und deren Erziehung von E. Niboyet, ins Deutsche übertragen von J. H. K., Berlin, 1839.
- Anleitung zur zweckmäßigen Behandlung blinder Kinder, Berlin, 1839; in fünfter Auflage, Breslau, 1858.
- Erinnerungen einer Blindgeborenen nebst Bildungsgeschichte der beiden Taubstumm-Blinden Laura Bridgman und Eduard Meystre. Nach dem Französischen, Breslau 1839.
- Alphabethisch-Statistisch-Topographische Uebersicht aller Dörfer, Flecken, Städte und andern Orte der Königl. Preuß. Provinz Schlesien, mit Einschluß des jetzt ganz zur Provinz gehörenden Markgrafthums Ober-Lausitz und der Grafschaft Glatz; nebst beigefügter Nachweisung von der Eintheilung des Landes nach den verschiedenen Zweigen der Civil-Verwaltung. Graß, Barth und Comp., Breslau, 1830 (Digitalisat).
- Alphabetisch-statistisch-topographische Uebersicht der Dörfer, Flecken, Städte und andern Orte der Königl. Preuß. Provinz Schlesien, nebst beigefügter Eintheilung des Landes nach den Bezirken der drei Königlichen Regierungen, den darin enthaltenen Fürstenthümern und Kreisen, mit Angabe des Flächeninhaltes, der mittleren Erhebung über der Meeresfläche, der Bewohner, Gebäude, des Viehstandes u.s.w. 2. Auflage,  Breslau, 1845. (Digitalisat)[7]

L'intéressante correspondance de Knie avec Klein à Vienne est publiée dans ses parties remarquables par Alexander Mell dans « Blinden-Freund » en 1891.